# サタデーLIVE
東京スカイツリーから TOKYO MX サタデーLIVE 東京新発見!（とうきょうスカイツリーから とうきょうエムエックス サタデーライブ とうきょうしんはっけん）は、東京メトロポリタンテレビジョン（TOKYO MX）と、とちぎテレビで2013年4月6日から9月28日まで放送されていたローカルワイド番組である。東京スカイツリータウン内にある「TOKYO SKYTREE TOWN STUDIO」（東京ソラマチ1階）からの生放送である。

## 概要
TOKYO MXでは、2012年5月の東京スカイツリー開業にあわせ、『ご自慢ライブ おしあげNOW』（2013年1月からは『東京スカイツリータウン MXご自慢ライブ』に改称）を「TOKYO SKYTREE TOWN STUDIO」からの生放送で日曜日に放送していた（以下、『おしあげNOW』・『MXご自慢ライブ』と略す）。2013年4月より東京スカイツリーからの生放送枠を日曜から土曜に変更することに伴い、名称を変更したばかりの『MXご自慢ライブ』を終了させ、当番組を放送することになった。
『おしあげNOW』『MXご自慢ライブ』同様、毎週ゲストを迎えてトークを行う。ただし、『おしあげNOW』『MXご自慢ライブ』で行われていたような一般視聴者の趣味・コレクションの紹介は行わず、東京スカイツリー周辺をはじめとしたタウン情報・グルメ情報が中心となっている。
また、『おしあげNOW』『MXご自慢ライブ』同様、とちぎテレビでも放送されるが、とちぎテレビでは同日の時差ネットでの放送となる。
2013年9月28日に半年間の放送を終了した。なお、翌週10月5日からは、同じくクリス・ペプラーがMCを務め、東京スカイツリーからの生放送である『weekend Hips』を放送する。

## 出演者
- クリス・ペプラー（MC）
- ケイ・グラント（ピンチヒッターMC[2]）
- マンスリーパートナー
月替わりで、女性MC1名が出演する。
  - IMALU（2013年4月）
  - 大和悠河（2013年5月）
  - 山口もえ（2013年6月 - 9月）
- 「IMALUの東京新発見!」リポーター
  - IMALU（2013年4月 - 9月）

## 放送局と放送時間
| 放送対象地域 | 放送局                                    | 系列  | 放送日時                 | 備考      |
| ------------ | ----------------------------------------- | ----- | ------------------------ | --------- |
| 東京都       | 東京メトロポリタンテレビジョン (TOKYO MX) | JAITS | 土曜 11時00分 - 11時55分 | 制作局    |
| 栃木県       | とちぎテレビ (GYT、とちテレ)              | JAITS | 土曜 14時00分 - 14時55分 | 3時間遅れ |